# PQ Андромеды
PQ Андромеды (лат. PQ Andromedae) — карликовая новая, двойная катаклизмическая переменная звезда типа U Близнецов (UG) в созвездии Андромеды на расстоянии (вычисленном из значения параллакса) приблизительно 820 световых лет (около 252 парсеков) от Солнца. Видимая звёздная величина звезды — от  +19m до +10m. Орбитальный период — около 80,62 минут (1,3437 часа).

## Характеристики
Первый компонент — аккрецирующий белый карлик спектрального класса pec(UG). Масса — около 0,8 солнечной. Эффективная температура — около 12000 K.
Второй компонент — коричневый карлик или красный карлик спектрального класса M. Масса — в среднем около 0,035 солнечной, радиус — в среднем около 0,185 солнечного.